# Jerzy Tyszkiewicz (informatyk)
Jerzy Paweł Tyszkiewicz – polski informatyk, profesor nauk matematycznych. Publikował w dziedzinie matematycznych podstaw informatyki, logiki w informatyce, złożoności obliczeniowej, złożoności Kołmogorowa, w teorii baz danych, arkuszach kalkulacyjnych oraz humanistyce cyfrowej. Profesor nadzwyczajny Instytutu Informatyki Wydziału Matematyki, Informatyki i Mechaniki Uniwersytetu Warszawskiego oraz profesor zwyczajny nauk matematycznych.
Stopień doktorski nauk matematycznych w zakresie informatyki uzyskał na Wydziale Matematyki, Informatyki i Mechaniki UW w 1993 roku na podstawie pracy pt. Asymptotyczne prawdopodobieństwa w rozszerzeniach logiki pierwszego rzędu, przygotowanej pod kierunkiem Jerzego Tiuryna. Po doktoracie pracował na RWTH Aachen. Habilitował się również na Uniwersytecie Warszawskim w 2001 roku na podstawie oceny dorobku naukowego i rozprawy pt. Charakteryzacje siły wyrazu logik w języku złożoności Kołmogorowa. Tytuł naukowy profesora nauk matematycznych został mu nadany w 2012.
Co najmniej dwie swoje prace opublikował w każdym z czasopism: „Fundamenta Informaticae”, „Information  Processing Letters”, „Information and Computation”, „Random Structures and Algorithms”, „Bioinformatics” i „Theory of Computing Systems”.
W 2019 roku został członkiem Komitetu Etyki w Nauce PAN na kadencję 2019-2022.